# Villabé
Villabé är en kommun i departementet Essonne i regionen Île-de-France i norra Frankrike. Kommunen ligger i kantonen Corbeil-Essonnes-Ouest som tillhör arrondissementet Évry. År 2022 hade Villabé 5 654 invånare.

## Befolkningsutveckling
Antalet invånare i kommunen Villabé
| Referens: INSEE |